# Mazda Washu
La Mazda Washu est un concept car du constructeur automobile Japonais Mazda, présenté au salon de Detroit en 2007.
Son nom "Washu" désigne "les ailes de l'aigle" en Japonais, son design est celui d'un monospace à six places dont les sièges individuels peuvent être rabattus pour le convertir en utilitaire, il adopte de longues portières dont l'ouverture est coulissante à l'arrière.
Présentée en Amérique, elle est motorisée par un 3,5 l essence de 245 ch associé à une boite automatique à six rapports.